# 河野信子 (曖昧さ回避)
河野 信子（かわの のぶこ / こうの のぶこ）
- 河野信子（かわの） - 陸上競技選手
- 河野信子（こうの[1]） - 新渡戸稲造の姪（姉の娘）で、有島武郎との悲恋で知られる[2]。
- 河野信子 (女性史研究家)（こうの） - 女性史研究家（1927年 - ）[3]。